# 598 Octavia
Az 598 Octavia egy a Naprendszer kisbolygói közül, amit Max Wolf fedezett fel 1906. április 13-án.